# 부남호
부남호(浮南湖)는 충청남도 서산시 부석면과 충청남도 태안군 남면등지에 걸쳐져 있는 인공호수이다. 서산시와 태안군의 경계를 이룬다. 천수만 B지구 방조제 공사로 인해 생겨난 인공호수로 총 넓이는 1,021ha다.
충청남도 서산시 부석면, 충청남도 태안군 남면등지에 걸쳐 있으며, 근처에는 서산버드랜드와 간월호가 위치해 있다. 과거 천수만의 일부였을 때는 천수만중 현재의 부남호 지역과 가로림만을 잇는 굴포운하가 계획되기도 하였다.